# Saint-Aignan-des-Noyers

Saint-Aignan-des-Noyers este o comună în departamentul Cher, Franța. În 1 ianuarie 2022 avea o populație de 74 de locuitori.